# Les Maleses (els Masos de la Coma)
Les Maleses és un paratge del terme municipal de Conca de Dalt, a l'antic terme d'Hortoneda de la Conca, al Pallars Jussà, en territori que havia estat de l'antiga caseria dels Masos de la Coma.
Està situat al nord-oest de la Coma d'Orient, a la dreta del barranc del Vinyal, al sud-est del Feixanc de les Vaques i a ponent de la Solana de Pedraficada.